# Alpine
Alpine je francoski proizvajalec športnih avtomobilov s sedežem v Dieppe. Podjetje, ustanovljeno leta 1955, je od leta 1973 v lasti Renaulta.

## Modeli

### Trenutni modeli
- Alpine A110 (2017-)
- Alpine A290 (2024-)
- Alpine A390 (2025-)

- Alpine A110
- Alpine A290

### Modeli v preteklosti
- Alpine A106 (1955-1961)
- Alpine A108 (1958-1965)
- Alpine A110 (1962-1977)
- Alpine GT4 (1963-1969)
- Alpine A310 (1971-1984)
- Alpine GTA (1984-1991)
- Alpine A610 (1991-1995)

- Alpine A106
- Alpine A108
- Alpine A110
- Alpine GT4
- Alpine A310
- Alpine GTA
- Alpine A610

### Konceptni avtomobil
- Renault Alpine A110-50 (2012)
- Alpine Vision Gran Turismo (2015)
- Alpine Vision (2016)
- Alpine Alpenglow (2022)
- Alpine A290_β (2023)
- Alpine A390_β (2024)

- Renault Alpine A110-50
- Alpine Vision Gran Turismo
- Alpine Vision
- Alpine Alpenglow
- Alpine A290_β
- Alpine A390_β

1. ↑  »Alpine, a brand at the forefront of innovation«. .renaultgroup.